# Raión de Kyievo-Sviatoshyn
Kýievo-Sviatoshyn (en ucraniano: Ки́єво-Свято́шинський райо́н) fue un raión o distrito de Ucrania en el óblast de Kiev. El 17 de julio de 2020, la Rada Suprema de Ucrania acordó la reestructuración de raiones del país, siendo suprimido el raión de Kýievo-Sviatoshyn, entre otros.
Comprendía una superficie de 726 km².
Su capital era la ciudad de Kiev.

## Demografía
Según estimación 2010, contaba con una población total de 154 354 habitantes.

## Otros datos
El código KOATUU era 3222400000. El código postal 08104 y el prefijo telefónico +380 44.